# Giuseppe De Angelis
Giuseppe De Angelis (ur. 3 września 1883 w Maceracie, zm. 6 grudnia 1958 tamże) – włoski rzeźbiarz.

## Życiorys
De Angelis urodził się w Maceracie w Marchii Ankońskiej w rodzinie ubogich rzemieślników. Jako dziecko zwrócił na siebie uwagę podczas wystawy bożonarodzeniowych szopek w Ariano w Apulii. Wydarzenie to zaowocowało zapisaniem się do szkoły rysunku. W 1900 De Angelis poznał Giovanniego Battistę Tassarę, który przybył do Maceraty, by objąć profesurę w miejscowej Akademii Sztuk Pięknych. W młodym wieku De Angelis uczęszczał najpierw do lokalnej akademii w Maceracie, następnie zaś do Instytutu Sztuki w Rzymie. Tę drugą uczelnię szybko jednak opuścił. Dzięki stypendium zaoferowanemu przez związki zawodowe przeniósł się w 1901 do Florencji. Uczył się u sycylijskiego rzeźbiarza Domenico Trentacoste, przedstawiciela włoskiego weryzmu.
W latach 1901-1902 De Angelis wystawiał we Florencji, po czym wrócił do Maceraty, by w czasie wystawy w 1905 zostać uhonorowanym złotym medalem jako wyrazem uznania. Następnie artysta uczestniczył w kolejnych wystawach i konkursach w Mediolanie, Rzymie, Bolonii i Genui, zdobywając kolejne nagrody i wyróżnienia. Nie należąc do partii faszystowskiej, nie otrzymywał oficjalnych zamówień.
W dziełach De Angelisa dominuje weryzm i intymizm. Rzeźbiarz znany jest ze swoich rzeźb o tematyce religijnej i popiersiom. Artysta zmarł w nędzy i zapomnieniu 6 grudnia 1958.
Część dzieł artysty przechowywanych jest w muzeum miejskim w Maceracie.